# 33-я бомбардировочная авиационная дивизия
33-я бомбардировочная авиационная Краснознамённая дивизия  (33-я бад) — соединение Военно-Воздушных сил (ВВС) Вооружённых Сил РККА бомбардировочной авиации, принимавшее участие в боевых действиях Советско-японской войны.

## История наименований дивизии

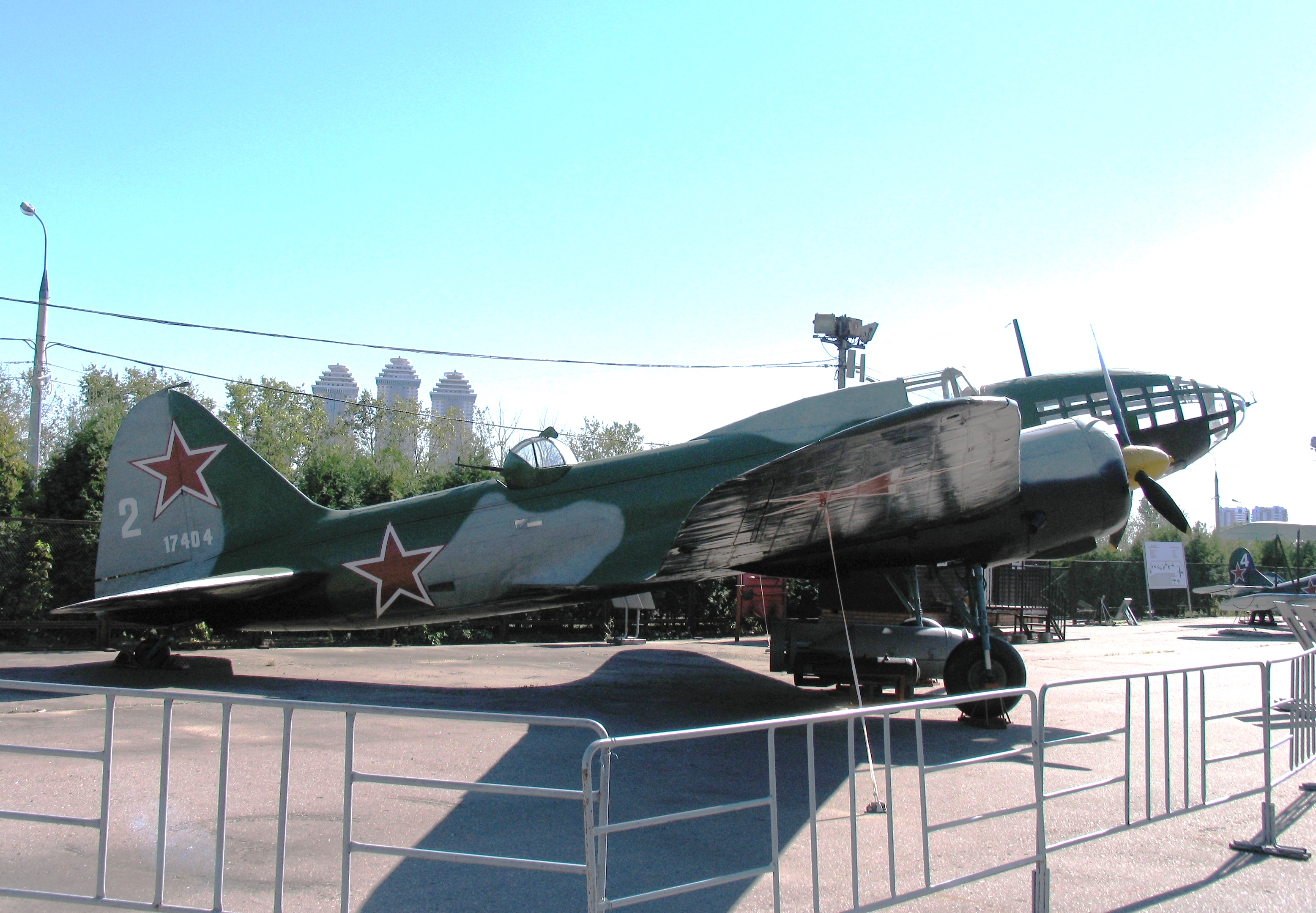
Самолёт Ил-4 на Поклонной горе в Москве. Такими самолётами была вооружена дивизия на период войны с Японией.

- 33-я бомбардировочная авиационная дивизия;
- 33-я смешанная авиационная дивизия;
- 33-я дальнебомбардировочная авиационная дивизия;
- 33-я авиационная дивизия дальнего действия;
- 33-я бомбардировочная авиационная дивизия;
- 33-я бомбардировочная авиационная Краснознамённая дивизия (14.09.1945 г.);
- Войсковая часть (Полевая почта) 65376[1].

## История и боевой путь дивизии
Дивизия сформирована в 1940 году на основании Постановления СНК № 1344-524сс от 25 июля 1940 года, согласно которому была утверждена новая организационная структура ВВС РККА: авиационная дивизия формировалась в составе управления дивизии и 4 — 5 авиационных полков; авиационный полк формировался в составе 4 — 5 авиационных эскадрилий; авиационная эскадрилья формировалась в составе 4 — 5 авиазвеньев; авиационное звено формировалось в составе 3 самолётов.
Дополнительным Постановлением СНК СССР 2265-977сс от 05.11.1940 г. «О Военно-воздушных силах Красной Армии» предписывалось создать 33-ю бомбардировочную дивизию в составе 10-го и 14-го авиационных полков ДБ-3, третий полк дивизии сформировать в 1941 году. Дислокация дивизии — Воздвиженка. Дивизию включить в состав 5-го авиационного корпуса.
После своего формирования дивизия входила в состав 5-го авиационного корпуса дальней бомбардировочной авиации. В разное время в зависимости от своего состава дивизия именовалась дальнебомбардировочной, смешанной или бомбардировочной. Так, в период с 1 сентября 1941 года в составе дивизии на аэродроме Чугуевка формировался 531-й истребительный авиационный полк (две эскадрильи на самолётах И-153, одна аэ на И-16). Полк пробыл в составе дивизии до 7 августа 1944 года, после чего передан в 34-ю бомбардировочную авиационную дивизию.
С началом Советско-японской войны дивизия в составе 19-го бомбардировочного корпуса 9-й воздушной армии 1-го Дальневосточного фронта приняла участие в Харбино-Гиринской наступательной операция с 9 августа 1945 года по 2 сентября 1945 года составом трёх полков:
- 10-й бомбардировочный авиационный полк[4];
- 290-й бомбардировочный авиационный полк[4];
- 442-й бомбардировочный авиационный полк[4].

После войны дивизия базировалась на своих аэродромах. Штаб дивизии располагался в Белогорске. 15 декабря 1958 года переформирована в 96-ю авиационную дивизию. А 96-я ад 01.07.1960 переформирована в 45-ю ракетную дивизию РВСН.

### В действующей армии
В составе действующей армии:
- с 9 августа 1945 года по 3 сентября 1945 года.

## Командир дивизии
| Звание                                         | Имя                              | Период                                        | Примечание |
| ---------------------------------------------- | -------------------------------- | --------------------------------------------- | ---------- |
| Полковник                                      | Виноградов Василий Александрович | с 10 января 1941 года по 9 октября 1941 года  |            |
| Полковник                                      | Божко Георгий Дмитриевич         | с 10 октября 1941 года по 16 марта 1942 года  |            |
| Полковник                                      | Калинушкин Михаил Николаевич     | с 17 марта 1942 года по 5 августа 1944 года   |            |
| Майор                                          | Нойкин Николай Максимович        | с 9 августа 1944 года по 2 сентября 1944 года |            |
| Подполковник, полковник (с 30 марта 1945 года) | Коробейников Тимофей Степанович  | с 3 сентября 1944 года                        |            |

## В составе объединений
| Дата          | Фронт (округ)                                   | Армия                       | Корпус                                                  | Примечания |
| ------------- | ----------------------------------------------- | --------------------------- | ------------------------------------------------------- | ---------- |
| 05.11.1940 г. | авиация Резерва Ставки ВГК                      |                             | 5-й авиационный корпус дальней бомбардировочной авиации | -          |
| 22.06.1941 г. | Дальневосточный фронт                           | ВВС Дальневосточного фронта | 5-й авиационный корпус дальней бомбардировочной авиации | -          |
| 18.08.1941 г. | Дальневосточный фронт                           | ВВС Дальневосточного фронта |                                                         | -          |
| 01.11.1941 г. | Дальневосточный фронт                           | 1-я Краснознамённая армия   | ВВС 1-й Краснознамённой армии                           | -          |
| 15.08.1942 г. | Дальневосточный фронт                           | 9-я воздушная армия         |                                                         | -          |
| 22.12.1944 г. | Дальневосточный фронт                           |                             | 19-й бомбардировочный авиационный корпус                | -          |
| 01.07.1945 г. | Приморская группа войск Дальневосточного фронта | 9-я воздушная армия         | 19-й бомбардировочный авиационный корпус                | -          |
| 05.08.1945 г. | 1-й Дальневосточный фронт                       | 9-я воздушная армия         | 19-й бомбардировочный авиационный корпус                | -          |
| 03.09.1945 г. | 1-й Дальневосточный фронт                       | 9-я воздушная армия         | 19-й бомбардировочный авиационный корпус                | -          |

## Состав дивизии
На 22 июня 1941 года
Управление — Воздвиженка
10-й дальнебомбардировочный авиационный полк — Колхоз Ленина
14-й дальнебомбардировочный авиационный полк — Воздвиженка
22-й дальнебомбардировочный авиационный полк — Мучная

За весь период своего существования боевой состав дивизии претерпевал изменения:
| Период                  | Наименование                                 | Вооружение                                                        |
| ----------------------- | -------------------------------------------- | ----------------------------------------------------------------- |
| 25.07.1940 — 03.09.1945 | 10-й дальнебомбардировочный авиационный полк | ДБ-3, послевоенная судьба не известна                             |
| 25.07.1940 — 01.04.1942 | 14-й дальнебомбардировочный авиационный полк | ДБ-3Б, передан в состав авиации ВМФ, переименован в 52-й дбап ВМФ |
| 01.09.1940 — 01.08.1942 | 5-й истребительный авиационный полк          | И-15бис, И-16, передан в состав ВВС 25-й армии                    |
| 01.09.1941 — 07.08.1944 | 531-й истребительный авиационный полк        | И-153, И-16, передан в состав 34-й бад                            |
| 01.09.1940 — 01.12.1940 | 40-й истребительный авиационный полк         | И-15бис, И-16, передан в состав 70-й иад                          |
| 1941 — 1950             | 290-й бомбардировочный авиационный полк      | Ил-4, передан в состав 50-й воздушной армии дальней авиации       |
| 1941 — 1951             | 442-й бомбардировочный авиационный полк      | Ил-4, аэродром Белогорск, расформирован                           |
| 1946 — 1951             | 303-й бомбардировочный авиационный полк      | Ил-4, аэродром Завитинск, передан в прямое подчинение корпусу     |
| 1946 — 1951             | 303-й бомбардировочный авиационный полк      | Ил-4, аэродром Завитинск, передан в прямое подчинение корпусу     |

### Боевой состав дивизии на 5 августа 1945 года
- 10-й бомбардировочный авиационный полк (Ил-4)[4];
- 290-й бомбардировочный авиационный полк (Ил-4)[4];
- 442-й бомбардировочный авиационный полк (Ил-4)[4];

## Участие в операциях и битвах
- Харбино-Гиринская наступательная операция — с 9 августа 1945 года по 2 сентября 1945 года.

## Награды
33-я бомбардировочная авиационная дивизия Приказом Народного комиссара обороны СССР № 0165 от 28 сентября на основании Указа Президиума Верховного Совета СССР от 19 сентября 1945 года за образцовое выполнение заданий командования в боях против японских войск на Дальнем Востоке при форсировании реки Уссури, прорыве Хутоуского, Мишанського, Пограничненского и Дунненского укреплённых районов, овладении городами Мишань, Гирин, Яньцзи, Харбин и проявленные при этом доблесть и мужество награждена орденом «Красного Знамени».

## Благодарности Верховного Главнокомандующего
Дивизии за овладение всей Маньчжурией, Южным Сахалином и островами Сюмусю и Парамушир из группы Курильских островов, главным городом Маньчжурии Чанчунь и городами Мукден, Цицикар, Жэхэ, Дайрэн, Порт-Артур объявлена благодарность.